# Beechcraft C-12 Huron
Con la denominazione C-12 Huron sono identificate una serie di conversioni militari utilizzate dalle United States Armed Forces basate sui modelli Beechcraft Super King Air e Beechcraft 1900 sviluppati dall'azienda aeronautica statunitense Beechcraft.
Le varianti C-12 in dotazione a United States Air Force, United States Army, United States Navy e United States Marine Corps, sono utilizzate in diversi ruoli, incluso supporto alle ambasciate, missioni di evacuazione medica e trasporto tattico leggero di merci e personale militare. Alcuni esemplari sono stati opportunamente modificati con sistemi di sorveglianza per sostenere varie missioni tra le quali quelle previste nei programmi Cefly Lancer, Guardrail e Project Liberty.

## Utilizzatori
Argentina
- Fuerza Aérea Argentina

9 Beechcraft TC-12B e 1 UC-12B Huron ex US Navy acquistati ad aprile 2021, con consegne iniziate il 26 agosto 2021 e che termineranno entro il 2024. Saranno utilizzati per collegamenti tra le basi e l'addestramento dei piloti destianti alla linea trasporto della forza armata.
- Armada Argentina

2 TC-12B acquistati di seconda mano dalla US Navy, con il primo esemplare consegnato a luglio 2023 ed il secondo 22 gennaio 2025.
 Grecia
- Ellinikós Stratós

3 C-12R in servizio al maggio 2019.
 Iran
- Niru-ye Havayi-ye Artesh-e Jomhuri-ye Eslami-e Iran

 Israele
- Heyl Ha'Avir

18 tra RC-12D/K consegnati.
 Pakistan
- Pakistani Fida'iyye

 Stati Uniti
- United States Air Force
- United States Army
- United States Marine Corps
- United States Navy
- United States National Guard
  - Army National Guard
  - Air National Guard